# Montecarotto
Montecarotto (IPA: [ˈmontekarɔtto], Montigarò in dialetto locale) è un comune italiano di 1 858 abitanti della provincia di Ancona nelle Marche.

## Geografia fisica

### Territorio

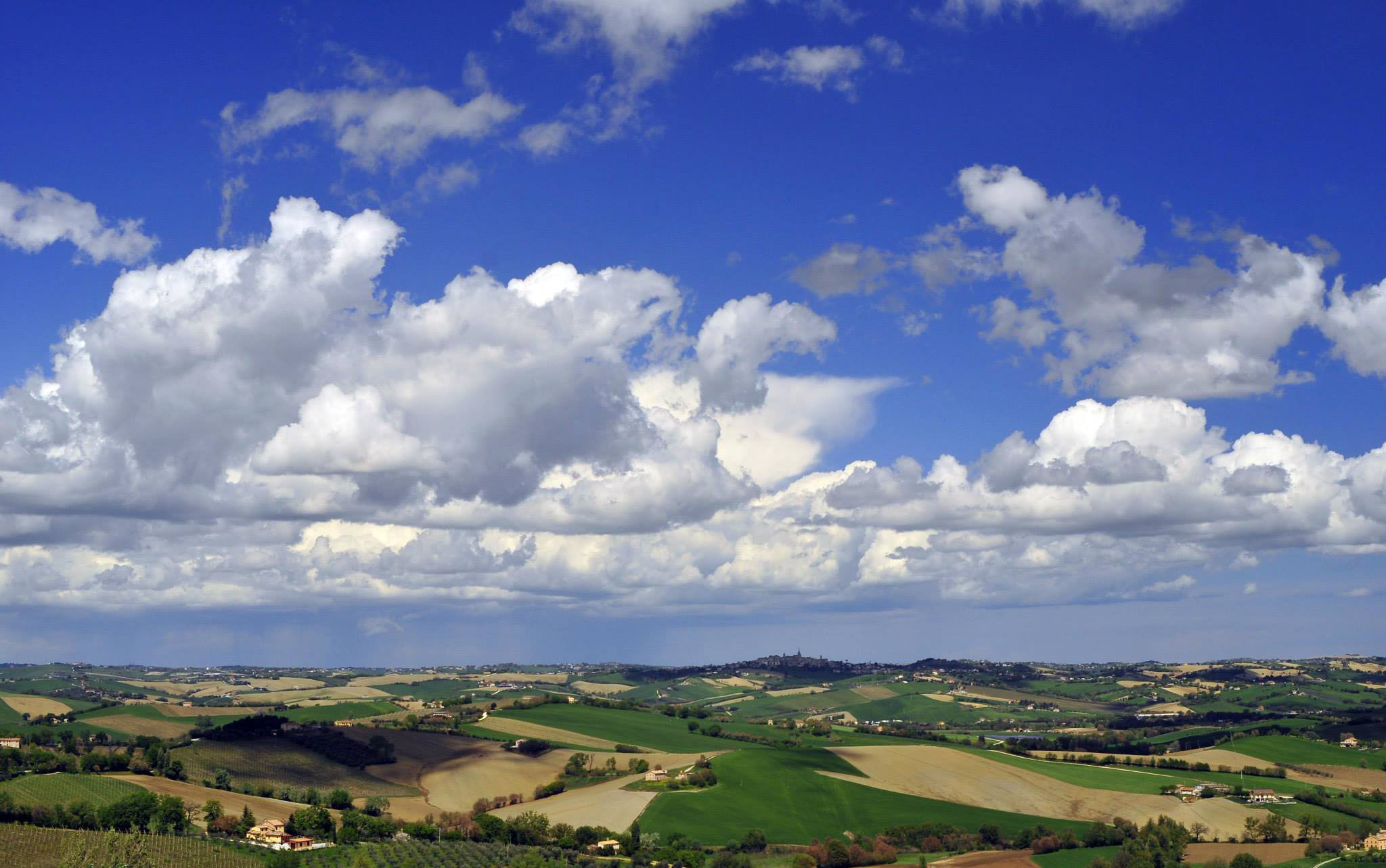
Il territorio rurale rivela ancora la mappatura fondiaria di origine mezzadrile

Posto a 380 m s.l.m., Montecarotto appartiene al contrafforte orientale della zona subappenninica della provincia di Ancona, a 18 km da Jesi, a cavallo tra l'alta valle del Misa e quella dell'Esino. Il promontorio ha le sue origini geologiche agli inizi del terziario, quando le rocce del versante orientale subappenninico subirono la pressione della catena montuosa degli Appennini in fase di innalzamento.
Caratterizzato da un'ampia vista panoramica, che nelle giornate serene consente di scorgere il mare Adriatico e i monti dell'Appennino umbro-marchigiano, il suo territorio copre un'area di 24,07 km² e confina a nord con i comuni di Ostra Vetere e Ostra, a nord-est con Belvedere Ostrense, a est e a sud con Poggio San Marcello, a ovest con Serra de' Conti e Arcevia e a sud-ovest con Rosora.
La campagna montecarottese si estende prevalentemente a nord-est e a sud-ovest del centro abitato e si suddivide in 23 contrade: Acquaviva, Bacucco, Bagnolo, Busche, Canapina, Coppari, Colle, Coste, Cupo delle Lame, Fonte Cisterna, Fonte del Coppo, Fonte San Giovanni, Fossato, Montali, Piandole, Romita, Sabbionare, Sant'Angelo, San Lorenzo, San Nicola, San Pietro, Selvettine, Taragli.

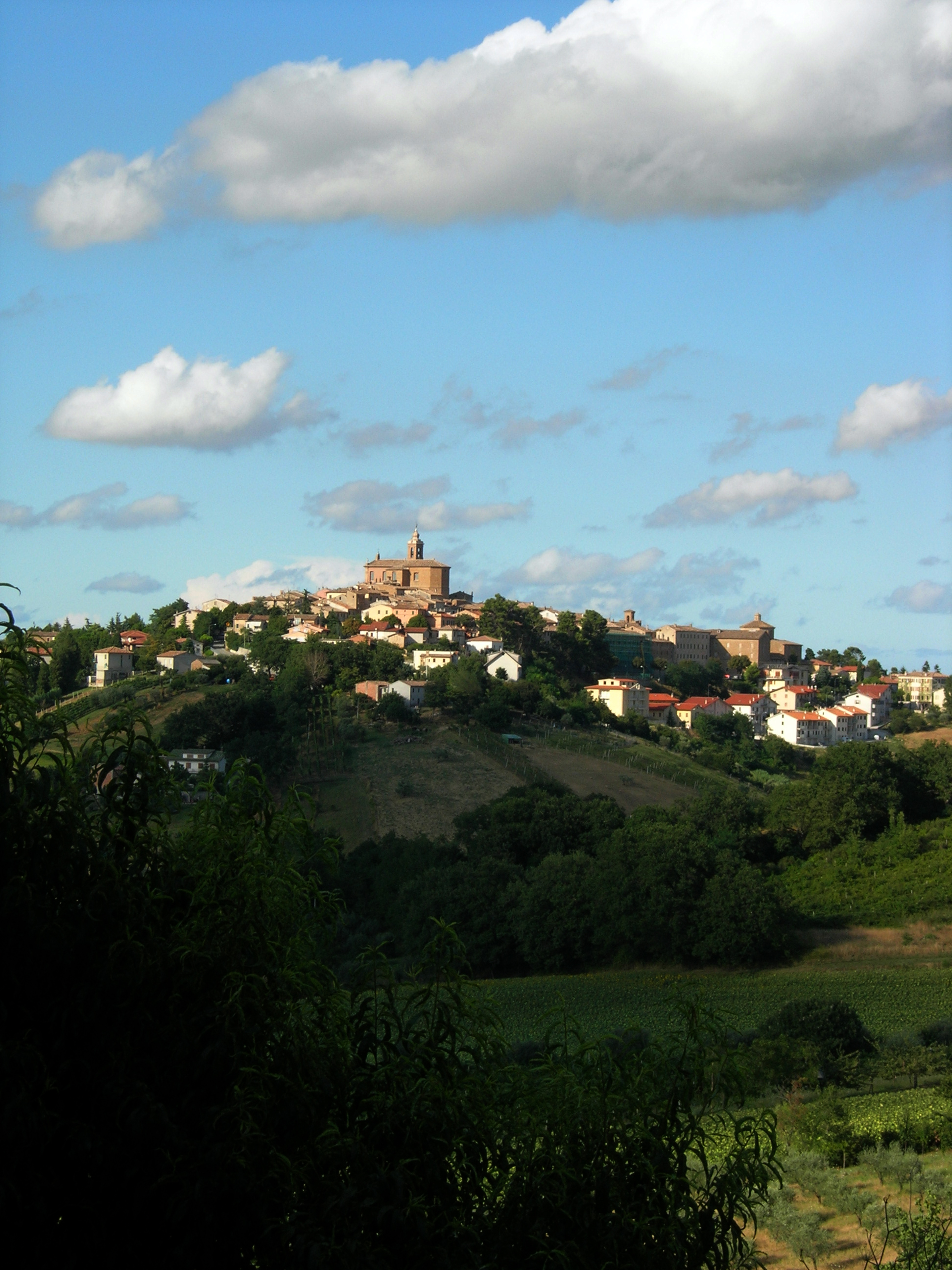
Il colle del centro storico, sulla cui sommità svetta la chiesa parrocchiale SS. Annunziata

### Idrografia
Il territorio comunale è attraversato da due principali corsi d'acqua a carattere torrentizio: Fossato, che da Poggio San Marcello sfocia nel fiume Esino, e San Fortunato che termina nel fiume Misa. Vi sono poi corsi d’acqua minori come Canepina, Lame, Coste, San Lorenzo e Selvettine. Tutti raccolgono le acque di scolo data la scarsità delle sorgenti.

### Dati climatologici 1975-2011
Classificazione climatica: Secondo la classificazione climatica il centro abitato è situato in "zona E", 2168 GR/G 380 ALT.
Fascia climatica: secondo la classificazione redatta da Wladimir Köppen nel 1918 e aggiornata nel 1936, Montecarotto è inserito nel clima mediterraneo, caratterizzato da inverni freschi e piovosi ed estati calde e asciutte.

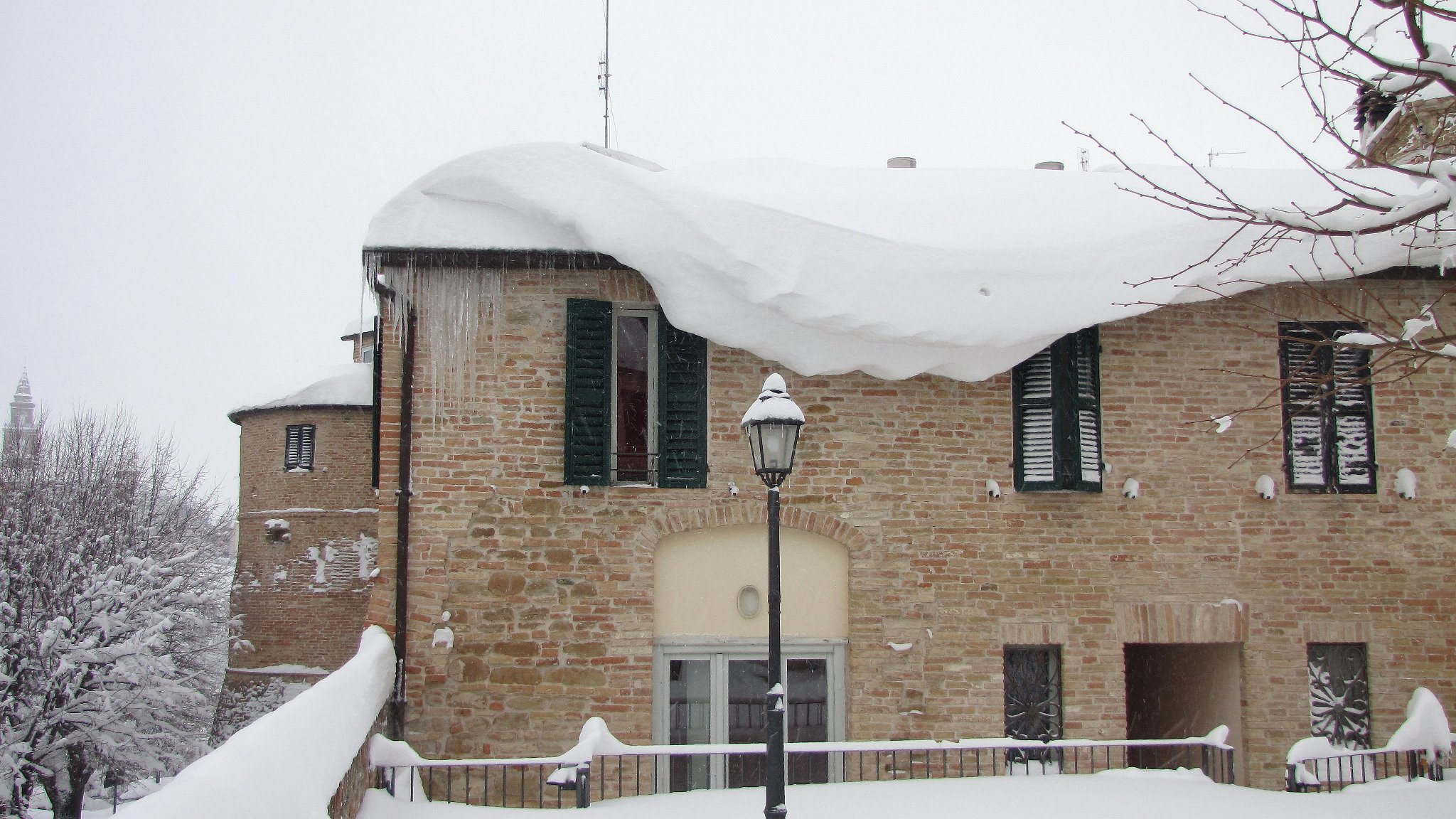
"Giardino della Liberazione" sotto la neve (febbraio 2012)

I dati registrati dalla Stazione meteorologica di Frontone, in base al periodo di riferimento (1975-2011), indicano che la temperatura media del mese più freddo, gennaio, si attesta attorno a +4,4 °C; quella del mese più caldo, luglio, raggiunge i +23,8 °C.
Le precipitazioni annue sono superiori ai 994 mm, mediamente distribuite in 97 giorni, e presentano un picco primaverile ed autunnale, con un minimo relativo invernale.
Il mese più freddo resta gennaio 1981, con una media di +0,9 °C; il più caldo è invece agosto 2003, con +28,3 °C. I valori estremi di temperatura sono +44 °C del 6 luglio 1982 (con 39% di umidità) e -11,2 °C dell'8 gennaio 1985 e del 7 febbraio 1991. I primi quindici giorni del 1985 si confermano in assoluto i più rigidi del periodo esaminato, con una media delle minime di -5,9 °C. I quindici giorni più caldi vanno dal 5 al 19 agosto 2003, con una media delle massime di +35,11 °C.
L'anno più freddo resta il 1980 con +11,62 °C; il più caldo è il 2000, con una media di +15,23 °C. Il 1976 risulta il più piovoso dal 1975, con oltre 1.667 mm di pioggia, contro i 438 mm dell'anno più siccitoso, il 1998. Al 2010 va il primato per numero di giorni di pioggia, ben 142; all'ultimo posto ancora il 1998, con soli 57 giorni di precipitazioni.
Oltre la media stagionale si posiziona il 2003 per numero di giorni di calura estiva (≥ +30 °C), ben 73; niente a che vedere con il 1976, con soli 7 giorni di caldo torrido.
L'altitudine, l'esposizione alle correnti balcaniche e a quelle siberiane fanno sì che le precipitazioni nevose diventino facilmente eccezionali, ben oltre cioè i 50 cm (ma possono arrivare anche a 150 cm). Negli ultimi cento anni non sono mancate nevicate eccezionali (superiori alla media per abbondanza e durata del fenomeno) e, tra queste, spiccano quelle degli inverni 1929 (l'anno del nevone), 1956, 1963, 1985, 2005 e 2012.
| MONTECAROTTO (1975-2011)        | Mesi         | Mesi         | Mesi        | Mesi        | Mesi        | Mesi        | Mesi        | Mesi        | Mesi        | Mesi        | Mesi        | Mesi        | Stagioni | Stagioni | Stagioni | Stagioni | Anno  |
| MONTECAROTTO (1975-2011)        | Gen          | Feb          | Mar         | Apr         | Mag         | Giu         | Lug         | Ago         | Set         | Ott         | Nov         | Dic         | Inv      | Pri      | Est      | Aut      | Anno  |
| ------------------------------- | ------------ | ------------ | ----------- | ----------- | ----------- | ----------- | ----------- | ----------- | ----------- | ----------- | ----------- | ----------- | -------- | -------- | -------- | -------- | ----- |
| T. max. media (°C)              | 6,6          | 7,4          | 11,4        | 15,1        | 20,7        | 24,9        | 27,6        | 27,7        | 22,6        | 16,8        | 11,0        | 7,4         | 7,1      | 15,7     | 26,7     | 16,8     | 16,6  |
| T. min. media (°C)              | 2,2          | 2,4          | 5,0         | 7,8         | 12,4        | 16,1        | 18,7        | 18,5        | 14,7        | 11,0        | 6,5         | 3,4         | 2,7      | 8,4      | 17,8     | 10,7     | 9,9   |
| T. max. assoluta (°C)           | 19 (1977)    | 18,2 (1988)  | 24,4 (1989) | 27,0 (2003) | 31,4 (1994) | 35,3 (2003) | 44,0 (1982) | 38,0 (2000) | 42,0 (1987) | 27,0 (2009) | 20,0 (1992) | 20,0 (1979) | 20,0     | 31,4     | 44,0     | 42,0     | 44,0  |
| T. min. assoluta (°C)           | −11,2 (1985) | −11,2 (1991) | −8,0 (2005) | −3,6 (2003) | 2,8 (1987)  | 5,8 (2001)  | 7,0 (1991)  | 5,6 (1980)  | 5,8 (1975)  | −2,0 (1980) | −4,2 (1988) | −9,4 (1996) | −11,2    | −8,0     | 5,6      | −4,2     | −11,2 |
| Giorni di calura (Tmax ≥ 30 °C) | 0            | 0            | 0           | 0           | 0           | 4           | 12          | 10          | 1           | 0           | 0           | 0           | 0        | 0        | 26       | 1        | 27    |
| Giorni di gelo (Tmin ≤ 0 °C)    | 3            | 4            | 2           | 0           | 0           | 0           | 0           | 0           | 0           | 0           | 1           | 3           | 10       | 2        | 0        | 1        | 13    |
| Precipitazioni (mm)             | 58,4         | 70,9         | 84,3        | 84,6        | 77,9        | 74,2        | 61,7        | 78,0        | 86,2        | 94,5        | 115,6       | 107,9       | 237,2    | 246,8    | 213,9    | 296,3    | 994,2 |
| Giorni di pioggia               | 7            | 7            | 9           | 11          | 9           | 7           | 5           | 6           | 7           | 10          | 10          | 9           | 23       | 29       | 18       | 27       | 97    |
| Giorni di nebbia                | 8            | 7            | 5           | 4           | 2           | 1           | 1           | 1           | 2           | 6           | 8           | 8           | 23       | 11       | 3        | 16       | 53    |
| Umidità relativa media (%)      | 73,9         | 71,2         | 66,4        | 64,6        | 62,1        | 57,6        | 51,0        | 54,7        | 65,0        | 75,3        | 79,3        | 77,6        | 74,2     | 64,4     | 54,4     | 73,2     | 66,6  |

## Storia
La storia di Montecarotto è per larga parte componente irresistibile dello sviluppo sociale, politico, economico dell'entroterra marchigiano. Il continuo affrancamento della popolazione adriatica da un assoggettamento esterno, ne traccia irreversibilmente quel processo storico che si esprime, coagulandosi, nella semplice autonomia politica, tipica delle comunità comunali, e trova nel castello la sua più naturale evoluzione: motivo di prestigio e di superiorità. A darci indicazioni sulle origini di Montecarotto è probabilmente il suo nome "Mons Arcis Ruptae" (Monte della rocca rotta), dietro cui si cela la presenza di un'antica rocca distrutta. La necessità di dotarsi di una fortezza militare a cavallo tra il X e l'XI secolo è pertanto un primo indizio al quale risalire per comprendere le origini del luogo, e convalida l'ipotesi di un possibile ricorso a soluzioni difensive. L'esposizione al pericolo di cadere sotto nuovi domini spinse la popolazione locale a ricercare maggiori misure difensive, sostenute in parte dall'altitudine del luogo, suo baluardo naturale. La nascita di nuove tentazioni autonomistiche divenne un processo per certi versi atteso, grazie anche alla linea di confine che investiva l'antica rocca la quale, separando la diocesi di Senigallia da quella di Jesi, favorì negli anni il radicarsi di ambizioni egemoniche per il controllo del territorio circostante. Tuttavia, se la posizione collinare preservava la popolazione da incursioni e scorribande, in un quadro più ampio ancora largamente insicuro, spettò alle aristocrazie locali assicurare alla municipalità nuovi privilegi, politici innanzitutto ma anche economici, accompagnati da obblighi di referenza verso le autorità concedenti, in un continuo gioco fatto di concessioni politiche da un lato e revoche autonomiste dall'altro.

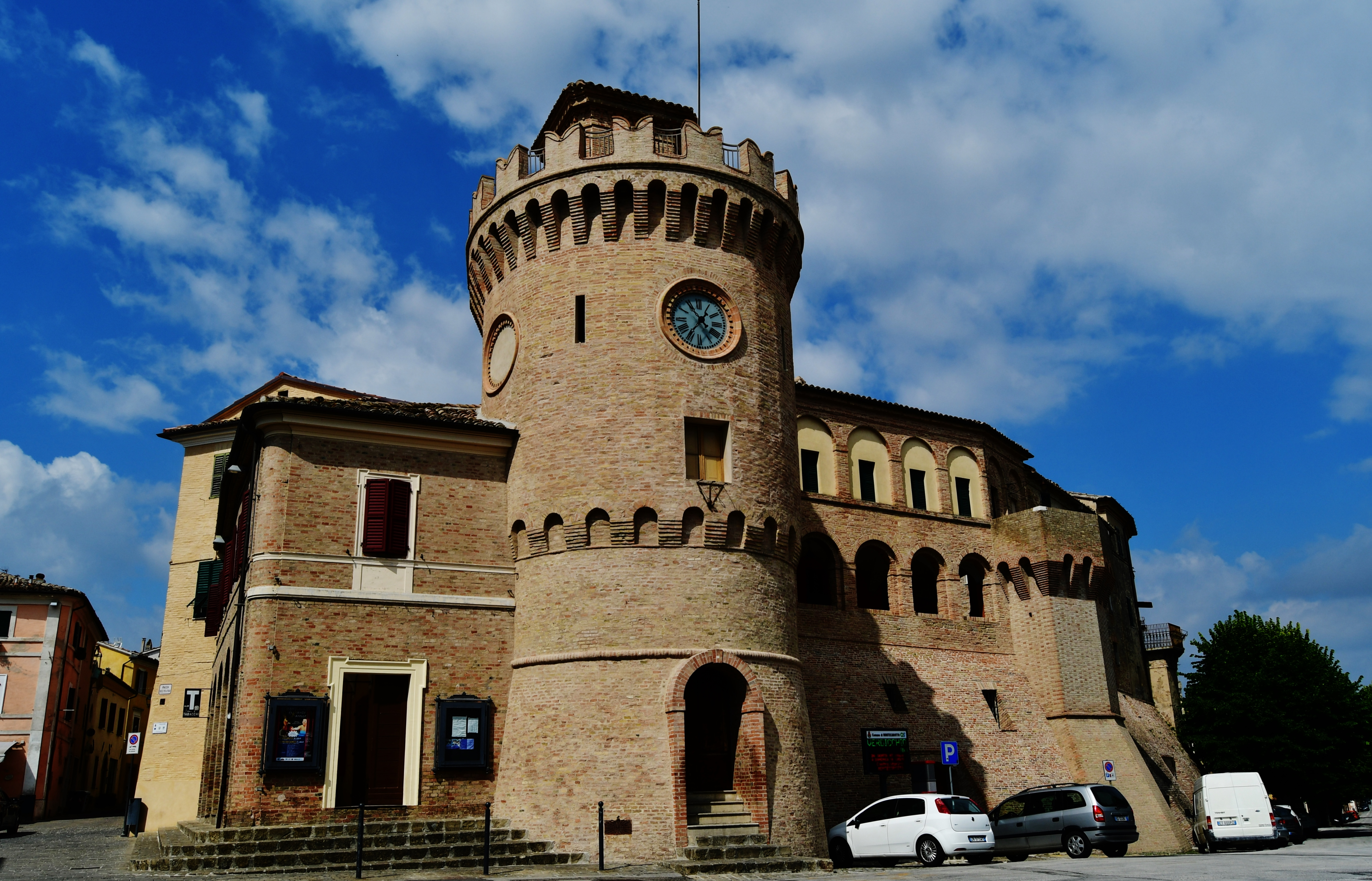
Le mura col torrione dell'orologio.

Notizie più precise di Montecarotto si hanno, dopo il Mille, quando emerge la realtà delle sette Pievi esistenti nel territorio diocesano di Jesi, con i suoi castelli, le sue "ville" e le numerose chiese.
Montecarotto appare nei documenti storici a partire dal XIII secolo, quando nel 1248 il cardinale Raniero, vicario del Papa, confermò il possesso del castello al Comune di Jesi, impegnato alla conquista del Contado, in conformità ad una donazione fatta in precedenza da re Enzo, il figlio di Federico II.
Nell'ambito dell'antica Pieve si formarono i quattro Castelli di Montecarotto, Poggio San Marcello, Castelplanio e Rosora, con propri organi amministrativi e circoscrizione ecclesiastica autonoma. Ne divenne la pieve più vasta del Contado, con un'estensione di quasi 60 Km2.
Il XIV secolo  e la prima metà del XV furono segnati dalle drammatiche vicende delle Signorie e da tragiche calamità naturali; al termine di quel periodo però Montecarotto emerge come parrocchia e castello facente parte del Contado di Jesi, centro sempre più importante, tanto che nel 1509 venne riedificata la cinta muraria su disegno dell'architetto Albertino di Giacomo da Cremona.
L'ascesa della borghesia nel XVIII secolo contribuì in maniera significativa a tramutare Montecarotto in uno dei centri dell'entroterra anconetano più vivaci sul piano economico, forte di alcune eccellenze come la produzione di organi e orologi, e tra le più interessanti identità municipali del panorama provinciale, già premiata nella corsa all'acquisizione del titolo di capoluogo di cantone del dipartimento del Metauro in epoca napoleonica. Il declino del potere pontificio e l'affermazione di un'autorità civile sempre più laica, in concomitanza con gli eventi risorgimentali, oltre a garantire maggiore prestigio politico all'oligarchia cittadina, da tempo convertita al liberalismo, assicurarono ulteriore slancio economico alla sua componente più vitale, il notabilato fondiario, quest'ultimo incapace tuttavia di resistere ai profondi mutamenti politici e sociali della seconda metà del Novecento. 
L'avvento dell'industrializzazione e la crisi della mezzadria, accompagnata da un inesorabile abbandono delle campagne, ma non dell'agricoltura, se da un lato premiarono il settore manifatturiero e incoraggiarono soluzioni cooperativistiche, dall'altro non impedirono il deflusso demografico (il cui fenomeno non si è ancora arrestato dagli anni '50). Testimonianze visibili del prestigio esercitato sul territorio circostante dalla classe padronale fino alla seconda metà del XX secolo sono oggi le principali architetture religiose volutamente maestose, i palazzi gentilizi e il teatro.
Un capitolo doloroso resta la battaglia di Montecarotto, tappa decisiva e momento di svolta per la conclusione della liberazione delle Marche dalla furia nazifascista.

### Simboli

Stemma comune di Montecarotto

Lo Stemma del comune è di colore rosso con un monte all'italiana composto da tre cime di colore verde sormontate da un leone coronato d'oro; all'esterno dello scudo vi sono ornamenti da comune. Lo stemma venne attribuito al Comune di Montecarotto con Regio Decreto del 1930.
Il Gonfalone comunale è costituito da un drappo di colore rosso decorato di ricami d'argento su cui è posto lo stemma comunale con al centro un'iscrizione in argento "Comune di Montecarotto"; le parti in metallo ed i cordoni sono argentati; l'asta è ricoperta di velluto rosso con bullette argentate posizionate a spirale; le cravatte e i nastri sono vestiti dei colori nazionali con frange in argento. Il gonfalone è stato assegnato con Decreto Presidenziale del 3 dicembre del 1980.

## Monumenti e luoghi d'interesse

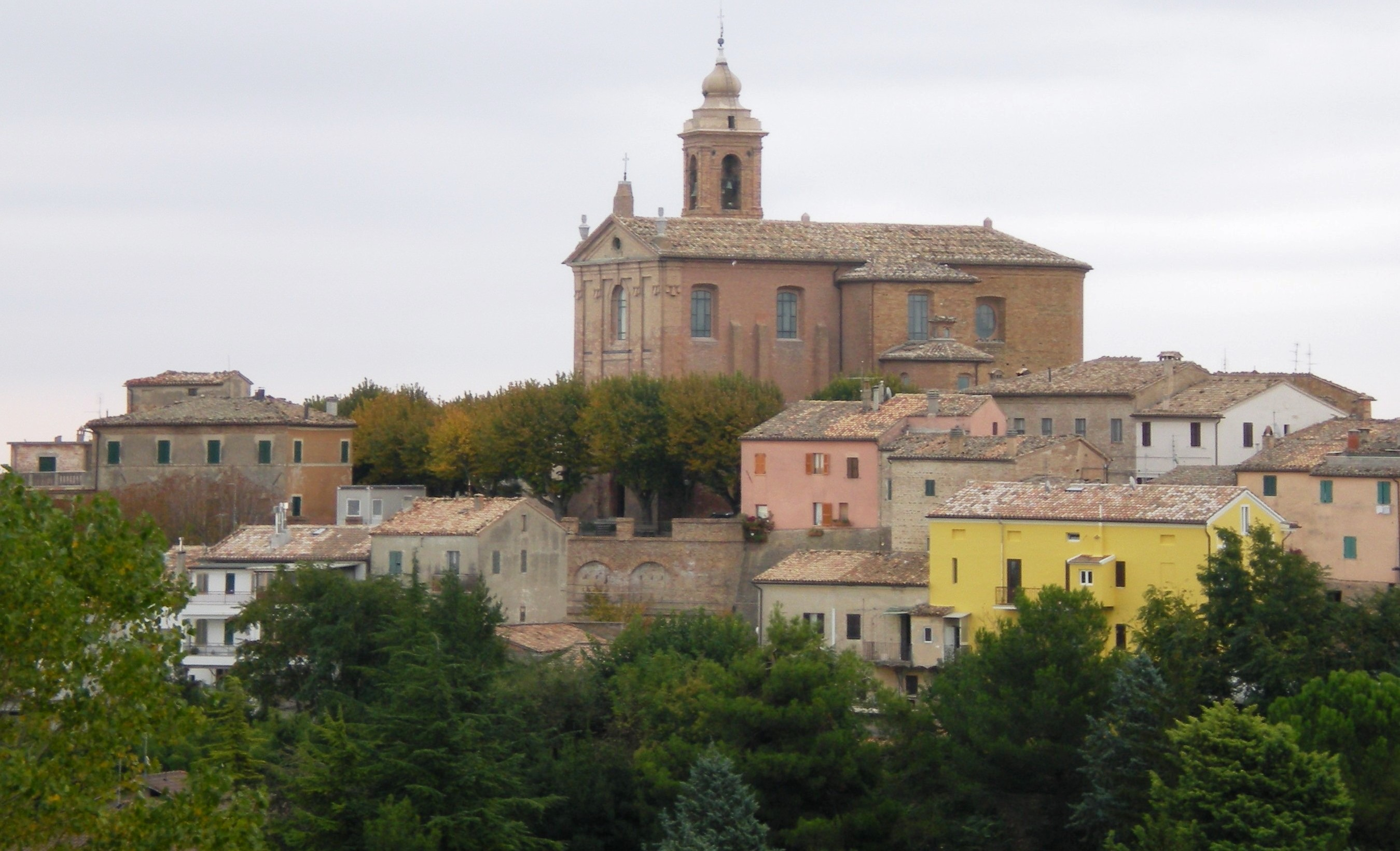
Chiesa della Santissima Annunziata, vista dalla Chiesa di San Francesco

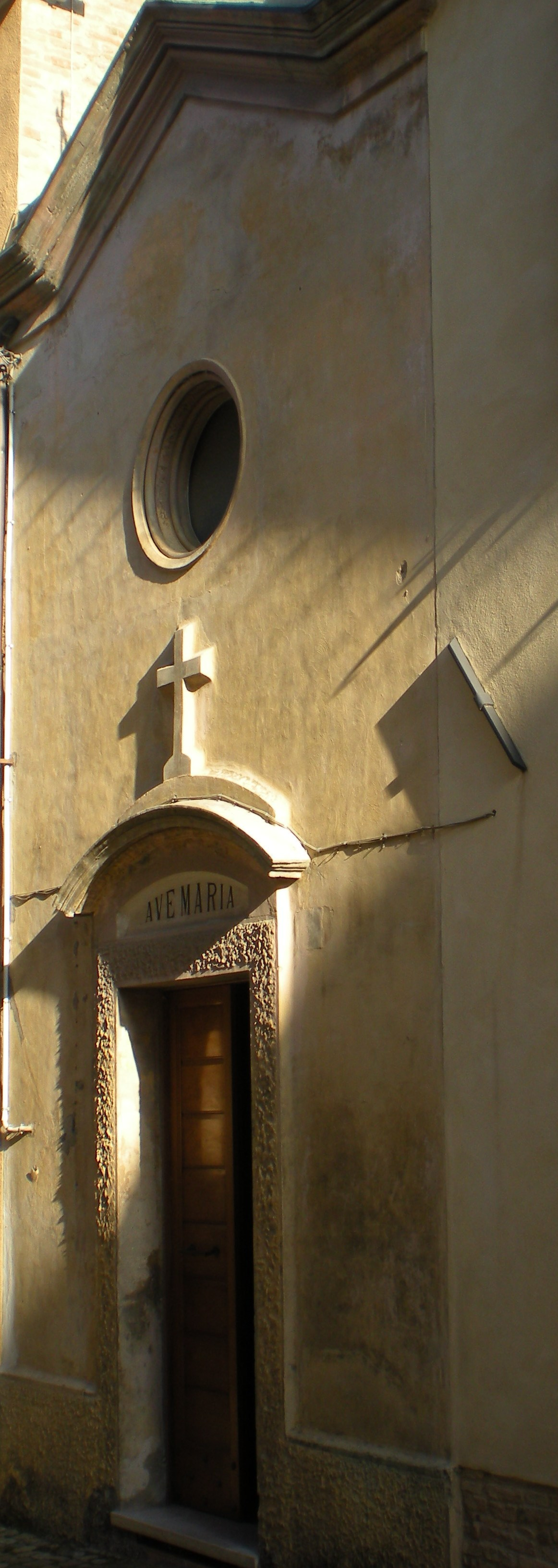
Chiesa di Santa Maria del Popolo

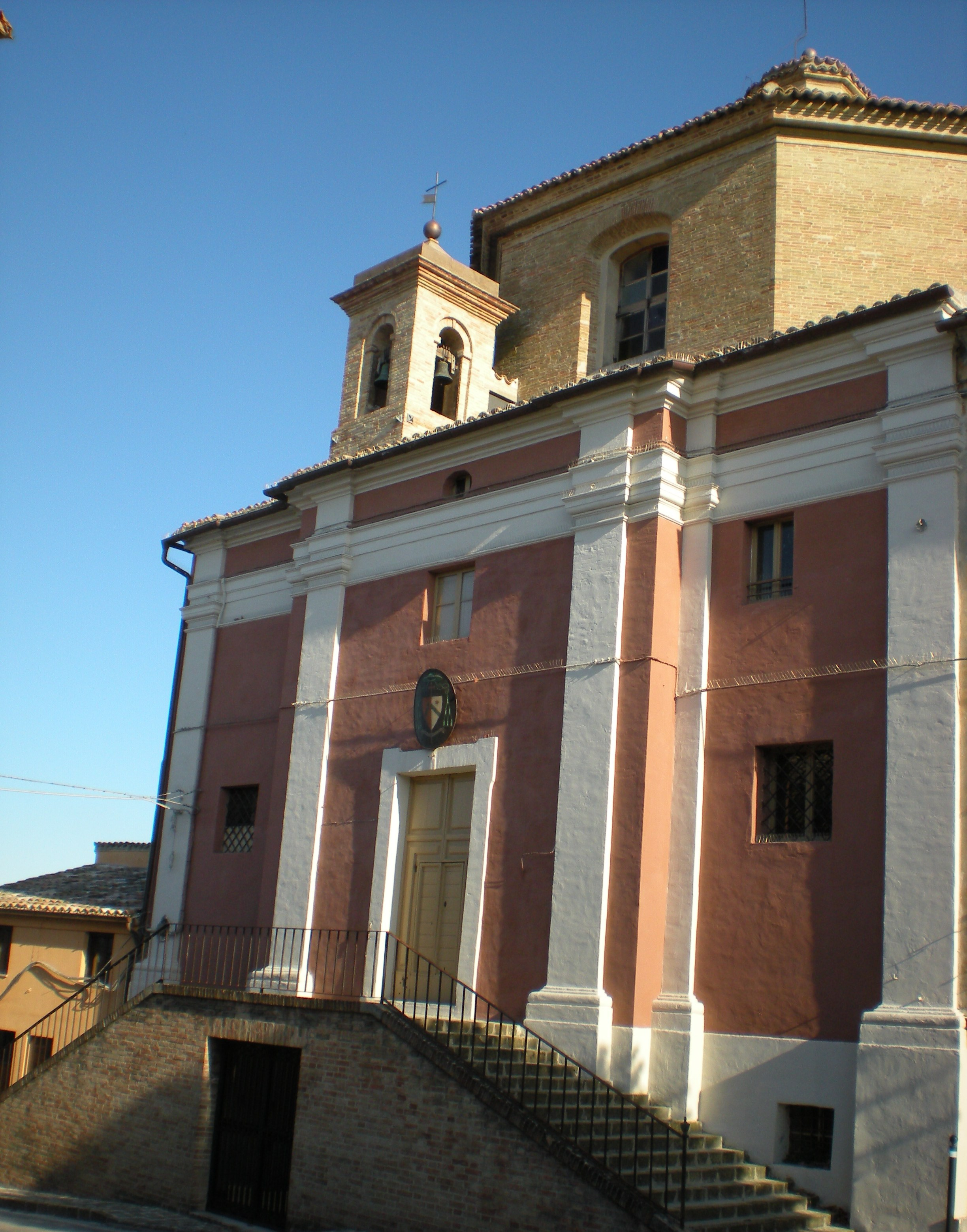
Chiesa di Santa Maria delle Grazie

### Architetture religiose
Nel territorio e dipendenti dalla Parrocchia Santissima Annunziata di Montecarotto esistono numerose chiese.
Chiesa Collegiata della Santissima Annunziata
Situata nella parte alta del paese, venne ricostruita a partire dal 1779 su progetto dell'architetto domenicano Pietro Belli, che ideò la chiesa di San Domenico di Ancona. La chiesa, a croce latina, è realizzata in un sobrio stile neoclassico con alcuni elementi barocchi al suo interno, come le due belle cappelle ai lati del transetto. Al suo interno, la parte più spettacolare è quella del presbiterio, dove si trova l'altare maggiore, che fu realizzato da Michele Rusconi da Lugano e, sopra il coro in noce, la tela dell'Annunciazione della Vergine (XVII secolo).
Chiesa Conventuale di San Francesco
Chiesa di origine francescana la cui fondazione risale al 1612.
Chiesa di San Filippo (anticamente detta di Santa Maria delle Grazie)
Chiesa la cui fondazione risale ai primi anni del Cinquecento.
Chiesa del Crocifisso
Chiesa di costruzione settecentesca a navata unica, con all'interno un crocefisso opera del Bornoni (secolo XVII).
Chiesa di Santa Maria del Popolo
Della chiesa di Santa Maria del Popolo si hanno notizie per la prima volta negli atti delle visite pastorali della seconda metà del secolo XVI. Tali documenti ci dicono anche che era posta fuori dal castello e di giuspatronato di Gerolamo Gasparini. La chiesa venne poi probabilmente ricostruita in epoca settecentesca; è ad unica navata e conserva all'interno di una nicchia dietro l'altare un'antica statua lignea della Madonna (secolo XVII - XVIII) molto venerata dalla popolazione.
Nei secoli scorsi per tradizione il cappellano della chiesa veniva eletto mediante estrazione ogni anno tra i parroci della parrocchia. L'interno, di dimensioni contenute e a pianta rettangolare con la copertura costituita da una volta a botte decorata con stucchi. Le pareti laterali sono ornate con lesene alla cui sommità sono posti capitelli corinzi sormontati da archi, stucchi e da una cornice che corre per tutto il perimetro interno.
Chiesa di San Lorenzo
Conosciuta anche come del Bagnolo dal nome della contrada rurale.
Chiesa di San Pietro
Della chiesa di San Pietro si hanno le prime notizie nella prima metà del Quattrocento. Sorgeva nel fondo omonimo, nella contrada di San Pietro così titolata per la presenza della chiesa, molto vicina al tempio tuttora esistente limitrofa al trivio Montecarotto, Moie, Ostra.
L'attuale costruzione è dei primi del Novecento, di dimensioni contenute ed a pianta rettangolare, ha una sola navata e la copertura è sostenuta da un'unica capriata in legno. L'interno è di semplice fattura con pareti intonacate; sulle pareti laterali a destra e a sinistra dell'altare si aprono due finestre monofore. In una nicchia alle spalle dell'altare si conserva una statua lignea di San Pietro. Sulla facciata sul culmine del tetto a capanna è posto un piccolo campanile a vela con una sola campana comandata tramite delle funi dall'interno della chiesa.
Chiesa di Santa Maria della Neve
Della chiesa di Santa Maria della Neve si hanno notizie certe per la prima volta nei resoconti della vista pastorale effettuata dai delegati del cardinale Giacomo Corradi nel 1653. I delegati la menzionano come chiesa ben tenuta ed a un solo altare e vi si celebrava messa solo nei giorni festivi. La chiesa si trova in contrada Taragli di Montecarotto.
La chiesa ha pianta rettangolare ad un'unica navata, è di dimensioni contenute e ha la facciata a capanna, il tetto è sorretto da un'unica capriata lignea. L'interno è semplice con pareti intonacate, sulle pareti laterali si aprono due piccole finestre rettangolari. Sulla parte posteriore al culmine del tetto è posto un piccolo campanile a vela con due campane che vengono comandate tramite funi da un locale con funzioni di sagrestia attiguo alla chiesa.

#### Chiese scomparse
Nel corso dei secoli molte altre chiese sia rurali che situate entro le mura o nei borghi prossimi sono scomparse. Di esse sappiamo quanto ci dicono i documenti d'archivio.
- Chiesa parrocchiale di San Maurizio dei Marroni, sorgeva nella contrada anticamente detta dei Marroni dove i territori di Montecarotto, Poggio San Marcello e Belvedere Ostrense sono contigui. L'ubicazione attuale può essere identificata nella contrada di Sant'Angelo di Montecarotto. Se ne hanno notizie dal XIII al XV in vari documenti sia civili che ecclesiastici.
- Chiesa di San Biagio di Montecarotto, viene menzionata in documenti della prima metà del secolo XV, ma esisteva precedentemente poiché viene ricordato un insediamento di San Biagio. Sorgeva nell'attuale contrada San Biagio, esisteva sicuramente nel XVIII ed è andata distrutta nello scorso secolo.
- Chiesa di Sant'Angelo dei Marroni sorgeva vicino ai confini di Poggio San Marcello dove anche oggi esiste la contrada di Sant'Angelo. Viene menzionata in documenti del XIII secolo. La chiesa nel 500 era già in rovina.
- Chiese di San Giovanni Scorzoso e di San Giovanni di Scorzalepore (o Scortalepore) già appartenenti alla pieve senigalliese scomparsa di Scorzalepore non più esistenti in tempi molto antichi.

### Architetture civili
Mura Castellane

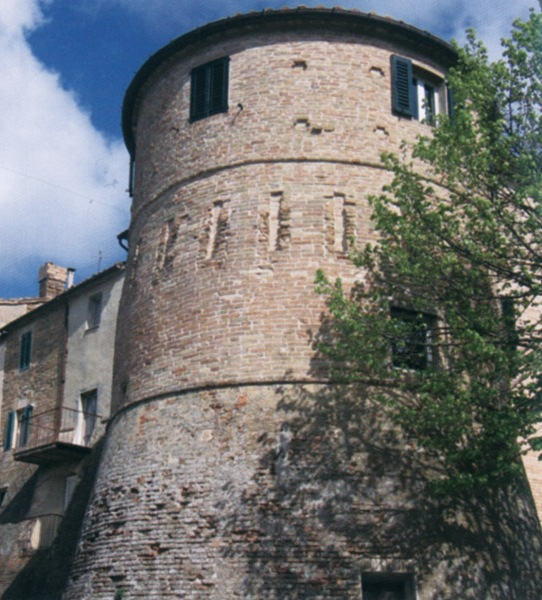
Torrione cilindrico coperto dell'angolo nord-ovest delle mura

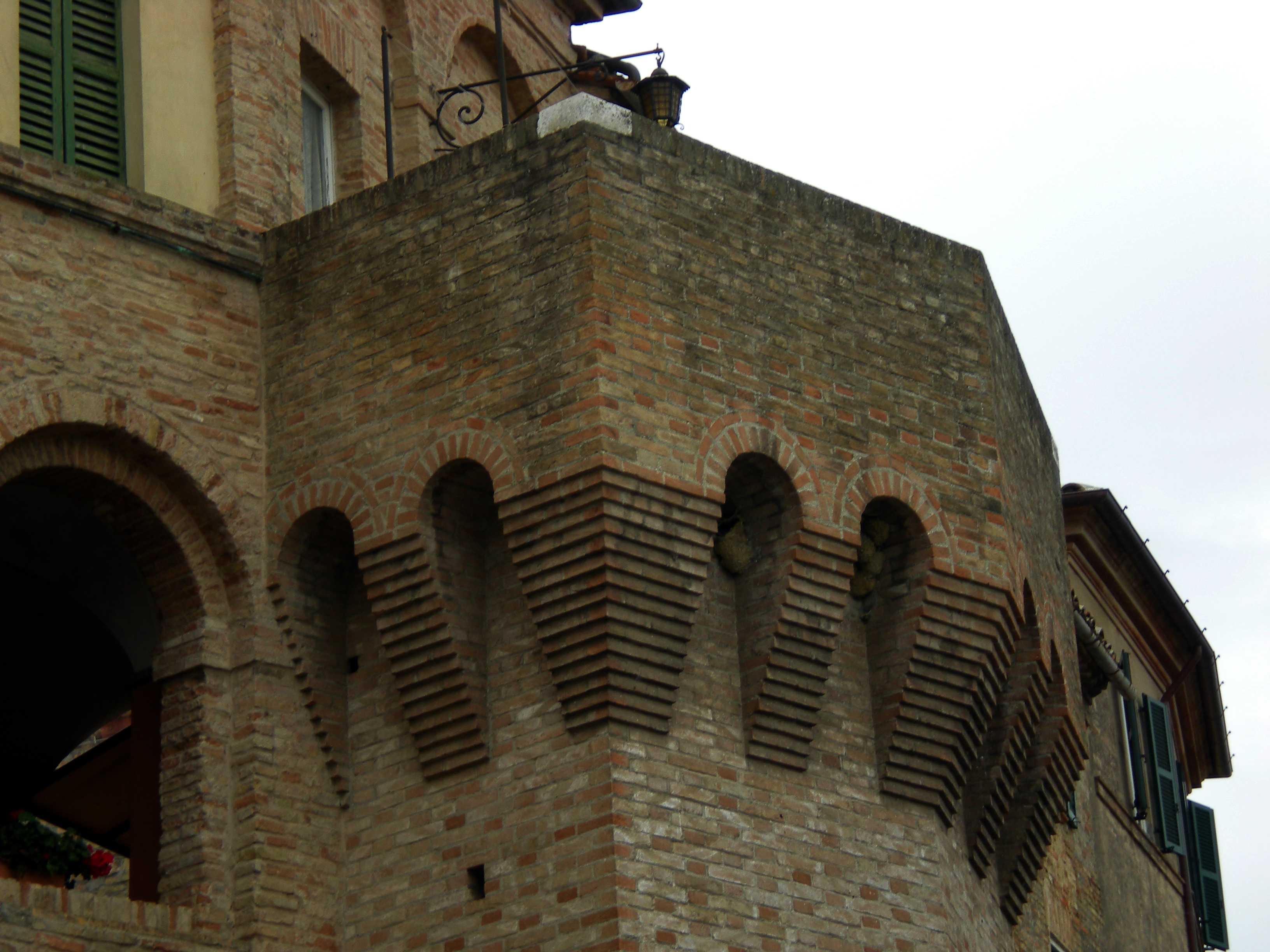
Dettaglio di un torrione lato orientale

La cinta muraria risale al 1509 su disegno dell'architetto Albertino Di Giacomo da Cremona che intese ampliare il vecchio impianto medievale. Le mura corrono per 625,50 m secondo una pianta a quadrilatero trapezoidale allungato nella direzione Est-Ovest, delimitando la parte più alta del colle dedicata alla chiesa Parrocchiale della SS.ma Annunziata.
Le mura hanno subito negli anni numerosi interventi, il più marcato dei quali è stato l'allargamento dell'ingresso principale per agevolare il passaggio dei carri nei giorni del mercato, senza danneggiare dignità monumentale e valenza decorativa dell'intorno.
Di questa parte, venne demolita la porzione che univa ortogonalmente il torrione dell'orologio (all'epoca meno ornato) al lato che volge a Mezzogiorno. Da questo tratto si accedeva al paese attraverso la porta d'ingresso (le altre due aperture, una a Nord e l'altra ad Ovest, sono frutto di interventi successivi) con la torre civica (su cui erano originariamente collocati l'orologio e le campane) e l'antico palazzo priorale.
Della cinta muraria è ancora visibile la scarpata, mentre le cortine sono state coperte dalle abitazioni. Restano ancora visibili cinque torrioni, tra i quali spiccano per stato conservativo quelli del lato orientale: uno cilindrico, con base appena scarpata, doppio ordine di beccatelli e sporto merlato alla ghibellina e l'altro pentagonale, con scarpa evidente e sporto non merlato su robusti beccatelli.
Non meno imponente è il torrione cilindrico dell'angolo nord-ovest con alta scarpa, doppio cordone e tracce di beccatelli. Ben conservata è la porta del lato Ovest; abbattuta invece quella del lato orientale che fiancheggiava a breve distanza verso Sud il torrione dell'orologio, visibile nel quadro del 1865 conservato in municipio del pittore cuprense Antonio Bonci.
Torrione dell'orologio

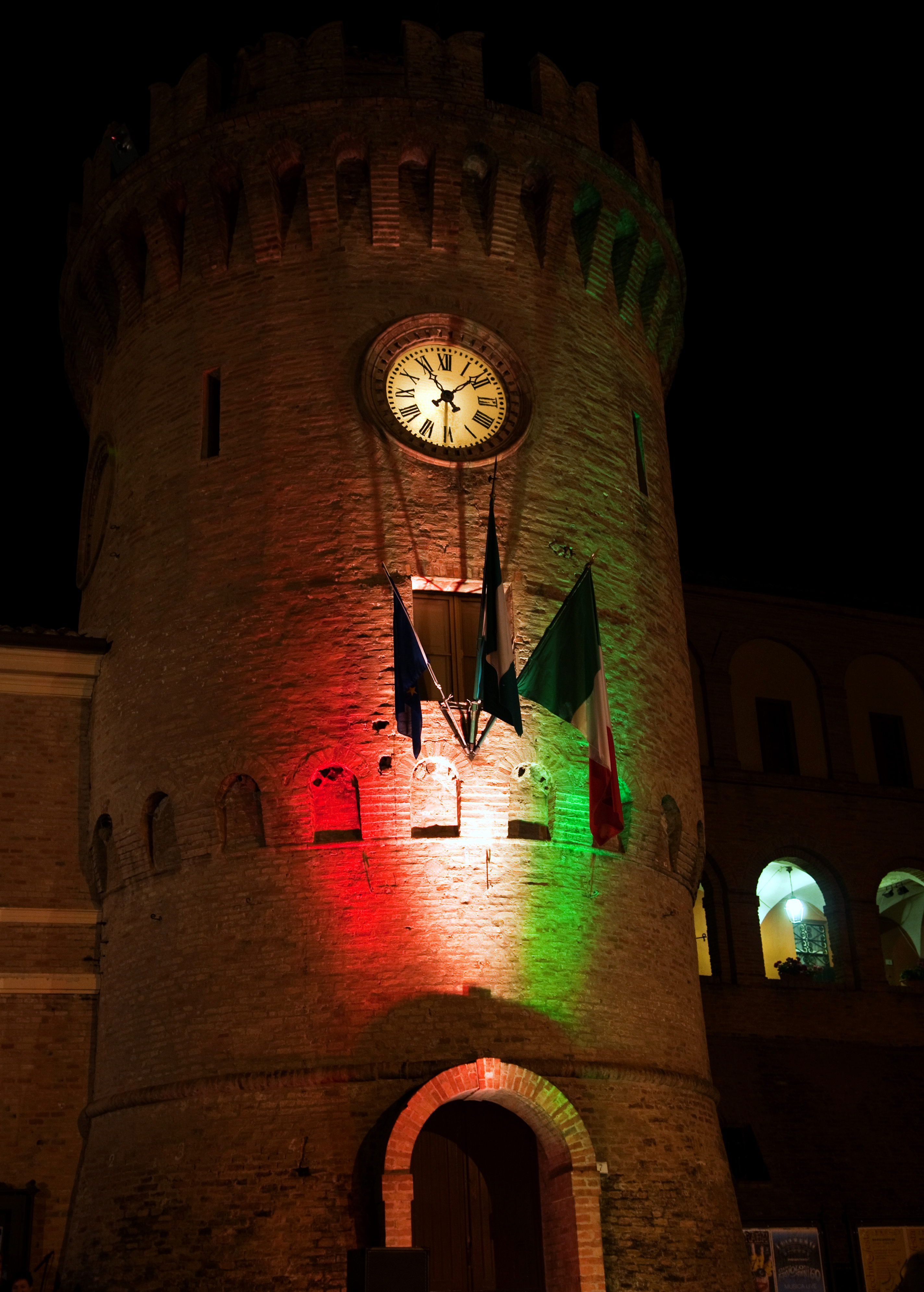
Torrione dell'orologio illuminato in occasione delle celebrazioni per il 150º anniversario dell'Unità d'Italia

Il torrione dell'orologio resta il monumento più in vista del paese e, anche, sua immagine più ricorrente. Posta nel lato orientale della cinta muraria, la torre venne integralmente rivestita nel 1903, quando si decise di unire la piazza esterna (oggi Piazza della Vittoria) all'area interna (l'odierna Piazza del Teatro). Al piano superiore, con accesso attraverso il camminamento di ronda, è custodito il quadrante dell'orologio, l'asta di collegamento, il pendolo e i pesi per la ricarica manuale delle lancette fin dal 1849, come volle il progettista e costruttore Pietro Mei.
Da questo primo locale si accede a un piano superiore che custodisce il “cuore” dell'orologio, sul quale è ancora leggibile la matricola: «P. Mei 1849 Montecarotto nº 22». Continuando nella salita si arriva all'esterno della torre e alle campane, chiamate a ricevere l'urto del battente su comando dell'orologio ogni quindici minuti. Quotidianamente un addetto del Comune provvede alla sua ricarica per non interromperne la funzione pubblica originaria.
Teatro comunale

Immagine panoramica a 360 gradi del Teatro comunale di Montecarotto [https://panoviewer.toolforge.org/#Teatro_comunale_Montecarotto.jpg (Visualizza in 3D)

La grande sala del vecchio palazzo Priorale fungeva anche da teatro, divenuta inagibile a causa di un'abbondante nevicata che fece crollare il tetto. Documenti del 1809 attestano la presenza di un altro locale adibito a spettacoli pubblici durante le principali ricorrenze, come il carnevale animato da dilettanti locali e piccole compagnie di professionisti.
Questo edificio era ubicato nel cuore dell'attuale piazza del mercato.
Nella seconda metà dell'Ottocento venne poi realizzato l'attuale Teatro comunale su progetto dell'architetto jesino Raffaele Grilli. L'impianto venne inaugurato l'8 settembre del 1877 con "l'opera in musica Maria di Rohan" del maestro Donizetti, al prezzo di lire una. 
Costretto ad un lungo restauro per dichiarata inagibilità, il teatro è stato riaperto al pubblico il 9 settembre del 2001 con uno spettacolo tenuto in occasione del Festival Pergolesi Spontini. I locali sottostanti il teatro dal 2006 ospitano il Museo Civico e della Mail Art.
Palazzo Baldoni
Palazzo nobiliare situato nel centro storico, poggiante sul tratto terminale del settore sud delle mura castellane con ingresso lungo via Guglielmo Marconi. Con la morte dell'ultimo erede della dinastia Baldoni, Corrado, l'edificio è passato alla curia vescovile di Jesi per volontà testamentaria nel 1991. Benché interamente spogliato degli arredi interni mobili, il palazzo conserva ancora un giardino pensile di grande pregio che offre all'intorno decoro e rara bellezza.
Complesso monumentale dedicato ai caduti delle guerre Italiane
Il monumento è stato costruito in periodi diversi del Novecento, amalgamando architetture storiche e scenografie naturali in una suggestiva unità fisica e ideale.
Monumento ai caduti della prima guerra mondiale
Realizzato nei primi anni trenta, il monumento è opera dello scultore veneziano Vito Pardo, autore anche del celebre Monumento nazionale delle Marche a Castelfidardo. Gli elementi che lo compongono sono stati pensati come arricchimento della facciata della chiesa di San Francesco, con decorazioni simboliche e stemmi delle forze armate, in virtù del largo impegno dei militari italiani nel primo conflitto mondiale. Il monumento culmina nella parte terminale del campanile, da allora elevato di diversi metri mediante la realizzazione di una cuspide piramidale che mostra quattro croci in vetro, una per ogni punto cardinale.
Monumento ai caduti di tutte le guerre

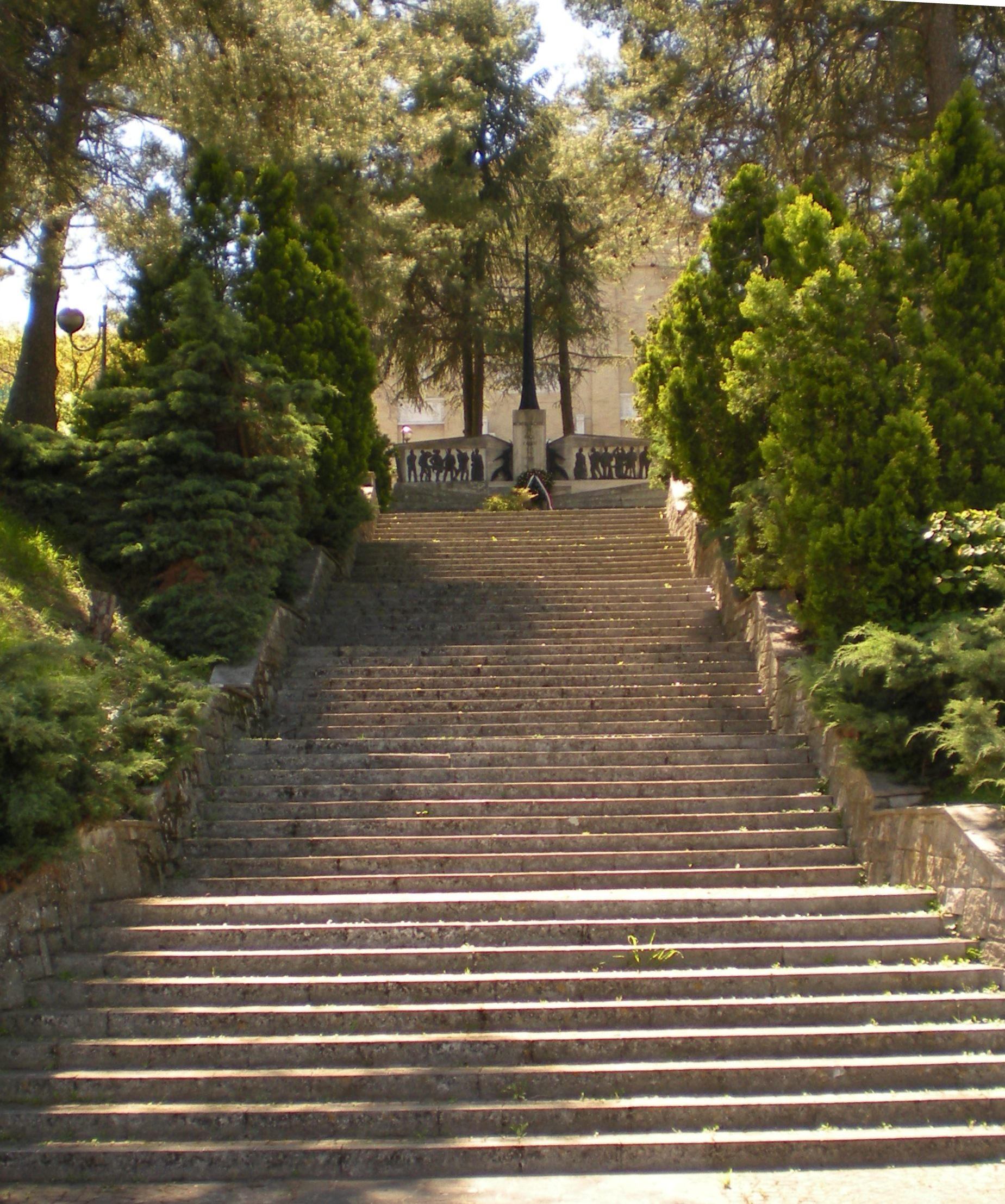
Veduta d'insieme del monumento dedicato ai caduti di tutte le guerre e del monumento ai caduti della prima guerra mondiale di Vito Pardo

La parte più recente, e che si offre per prima agli occhi del visitatore, è costituita dal Monumento ai caduti di tutte le guerre. L'opera inaugurata nel 1971 è stata realizzata lungo il pendio che porta da via XX Settembre alla sommità del colle della chiesa di San Francesco. La stele di bronzo che svetta dal complesso di travertino indica la continuità con la facciata del tempio su cui è posto il primo monumento dedicato ai caduti della Grande Guerra, progettato da Vito Pardo e costruito nei primi anni trenta.
L'accesso al complesso è dato da una scalinata che congiunge fisicamente e idealmente i due monumenti, posti su quote diverse del colle e uniti da una salita che intende evocare sentimenti di ascesi ai valori di patria e del più alto sacrificio di un soldato. Il monumento ai caduti di tutte le guerre parte dalle battaglie del Risorgimento e arriva ai due conflitti mondiali, passando per le guerre coloniali.
Ai lati dell'altare vi sono altri due volumi, sui quali poggiano dei pannelli in bronzo con rilievi stilizzati di combattenti, in memoria dei soldati italiani deceduti in battaglia. L'opera è stata realizzata su disegno del professor Schiavoni di Arcevia, che riprese l'idea originale di Vito Pardo, di costruire cioè una grande scalinata che abbracciasse la collina della chiesa di San Francesco.
Al termine del pendio che separa il monumento dalla pavimentazione, un cippo ricorda le vittime di tutte le guerre. Ogni 25 aprile sullo stesso viene deposta una corona di fiori.
Il monumento è raggiungibile da via XX Settembre mediante un'ampia scalinata lastricata che porta ad un'ara, sulla cui sommità spicca una stele di bronzo, poggiante su un parallelepipedo di travertino.

### Aree naturali
Parco del Trabocco
Area naturalistica ricca di flora e fauna, al cui interno scorre il torrente Fossato. L'area è situata nella piega collinare che delimita il confine tra il comune di Montecarotto e quello di Poggio San Marcello. La morfologia del territorio, nata dalla stretta vicinanza dei versanti collinari, crea un bacino idrografico particolarmente ricco di acque superficiali in autunno e in primavera. Il torrente corre per 9,5 km prima di terminare nel fiume Esino, il principale corso fluviale della vallata provinciale. Il parco conserva ancora i ruderi dell'antico mulino che traeva forza motrice dalle acque del torrente. La natura rigogliosa dell'area si dota di rare specie di fiori, tra le quali la felce e la dracontea (Dracunculus Vulgaris). Nel 2014 la Giunta regionale ha inserito il Parco naturale del Trabocco tra le Aree floristiche protette delle Marche.
Giardini e parchi urbani

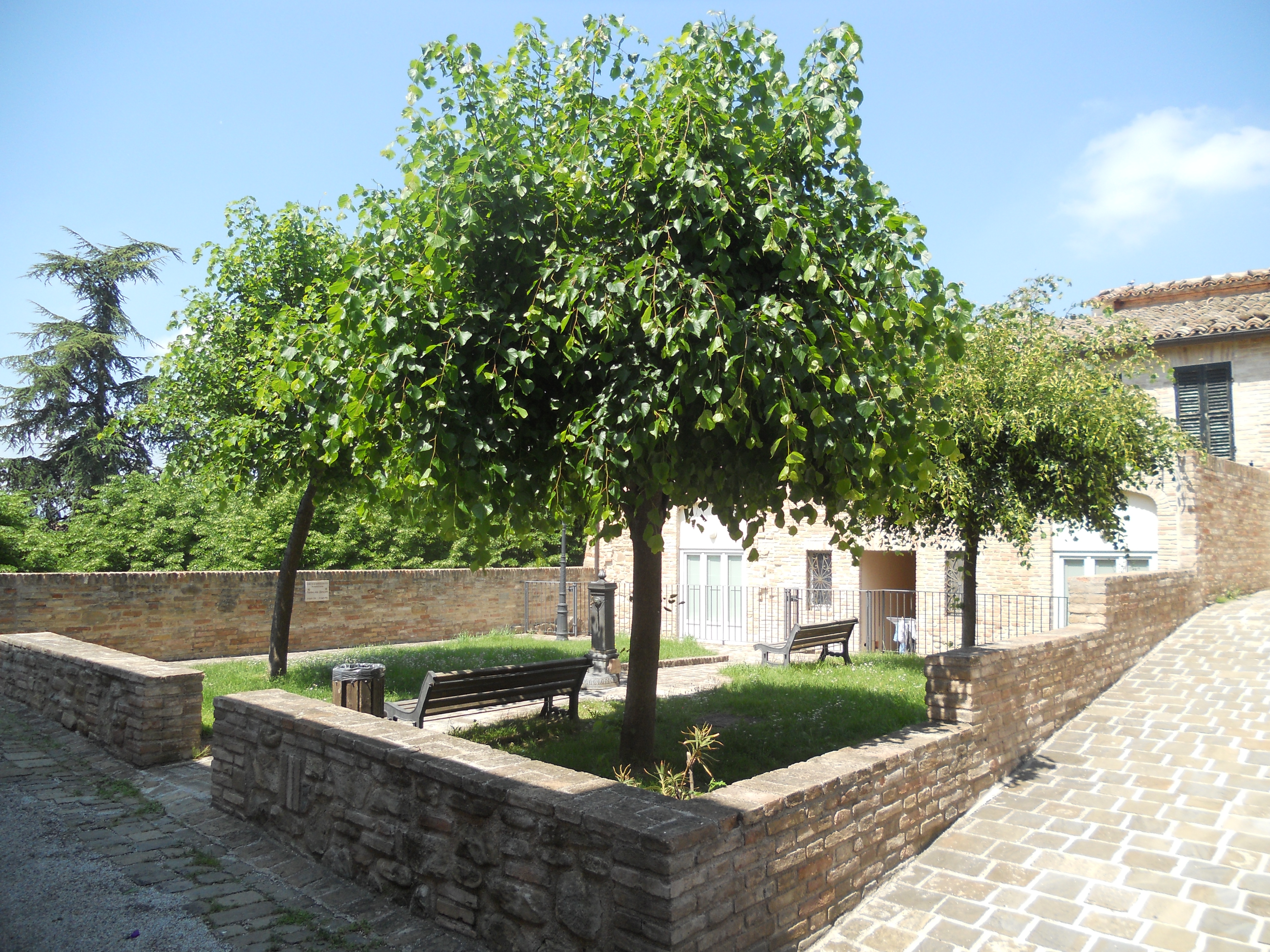
Giardino della Liberazione

- Parco pubblico in via Amendola. Realizzato nei primi anni sessanta, il parco si è dotato nel tempo di un campo da tennis in terra rossa e di una pista adibita inizialmente al ballo e dal 2007 convertita in superficie per la pratica di varie attività sportive. Sulla stessa area verde insiste "la passeggiata ecologica", un percorso ginnico completo di attrezzatura fissa per la pratica di basilari esercizi fisici.
- Parco pubblico dell'Avvenire in via Circonvallazione. Area verde costituita da giovani alberi, ciascuno dei quali reca il nome e la data di nascita di ogni bambino di Montecarotto nato a partire dai primi anni novanta.
- Giardino della Liberazione. Inaugurato il 30 luglio 2004, ricorda la fine dei combattimenti della battaglia di Montecarotto ed il ritorno alla libertà. Il giardino è posto nella sommità della perimetrazione ovest del centro storico, nella confluenza delle vie Vaccarile e S.S. Trinità.

## Società

### Evoluzione demografica
Abitanti censiti

### Etnie e minoranze straniere

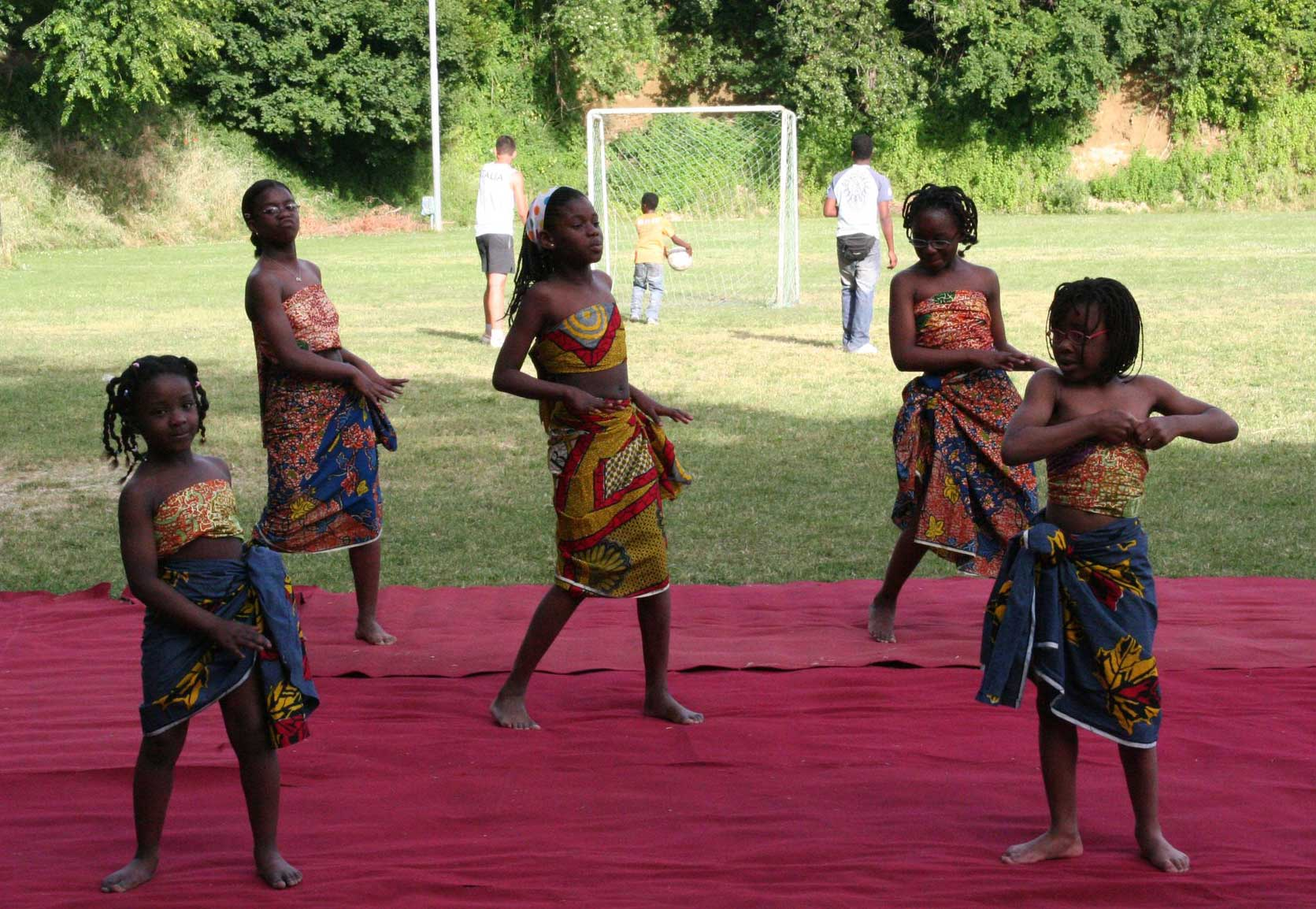
Danza ivoriana a Montecarotto

Secondo i rilevamenti dell'ISTAT, i cittadini stranieri residenti a Montecarotto al 1º gennaio 2023 risultavano 193, divisi in 92 maschi e 101 femmine, pari al 10,5% della popolazione residente. Gli stranieri provenienti da paesi dell'Unione europea erano 75 e 118 gli extracomunitari. La comunità più numerosa era quella proveniente dalla Tunisia, con 31 cittadini residenti, seguita dal Marocco, con 19 residenti, e dalla Romania, con 17 residenti.

### Lingue e dialetti
Il dialetto montecarottese risente di influssi derivanti dai dialetti umbro-laziali, dal dialetto toscano e con alcune cadenze dell'area settentrionale della regione.
Montecarotto viene attraversata dall'isoglossa 517 che fa da spartiacque tra i dialetti con influssi settentrionali e quelli più marcatamente meridionali. Il confine naturale di questa sommaria suddivisione è la direttrice Ancona-Roma che nell'area marchigiana possiamo identificarla con il fiume Esino. Di seguito alcuni proverbi e modi di dire in forma dialettale:
- Montegarotto antigo, ce stai cent'anni non te fai 'n' amigo; sci te lo farai, presto te ne pentirai! (esperienza di secoli, ma sarà vero?).
- A Montecarotto non c'è un conforto, o pioe, o tira 'l vento o sona a morto. (detto da paesi rivali, ma non è così'!).
- Anno novo, 'n passo de bovo; Pasquella, 'n passo de vidella; Sant'Antò, 'n'ora e 'n po'. (si descrive così l'allungarsi dei giorni dopo Natale ed inizio anno).

### Religione
Nel territorio comunale esiste un'unica parrocchia che appartiene alla diocesi di Jesi. La religione maggiormente praticata a Montecarotto è la Cristiana cattolica.

Gli stranieri invece sono in prevalenza induisti, sikh e musulmani. Nel paese vi sono anche diverse famiglie italiane di religione evangelica luterana.

### Tradizioni e folclore

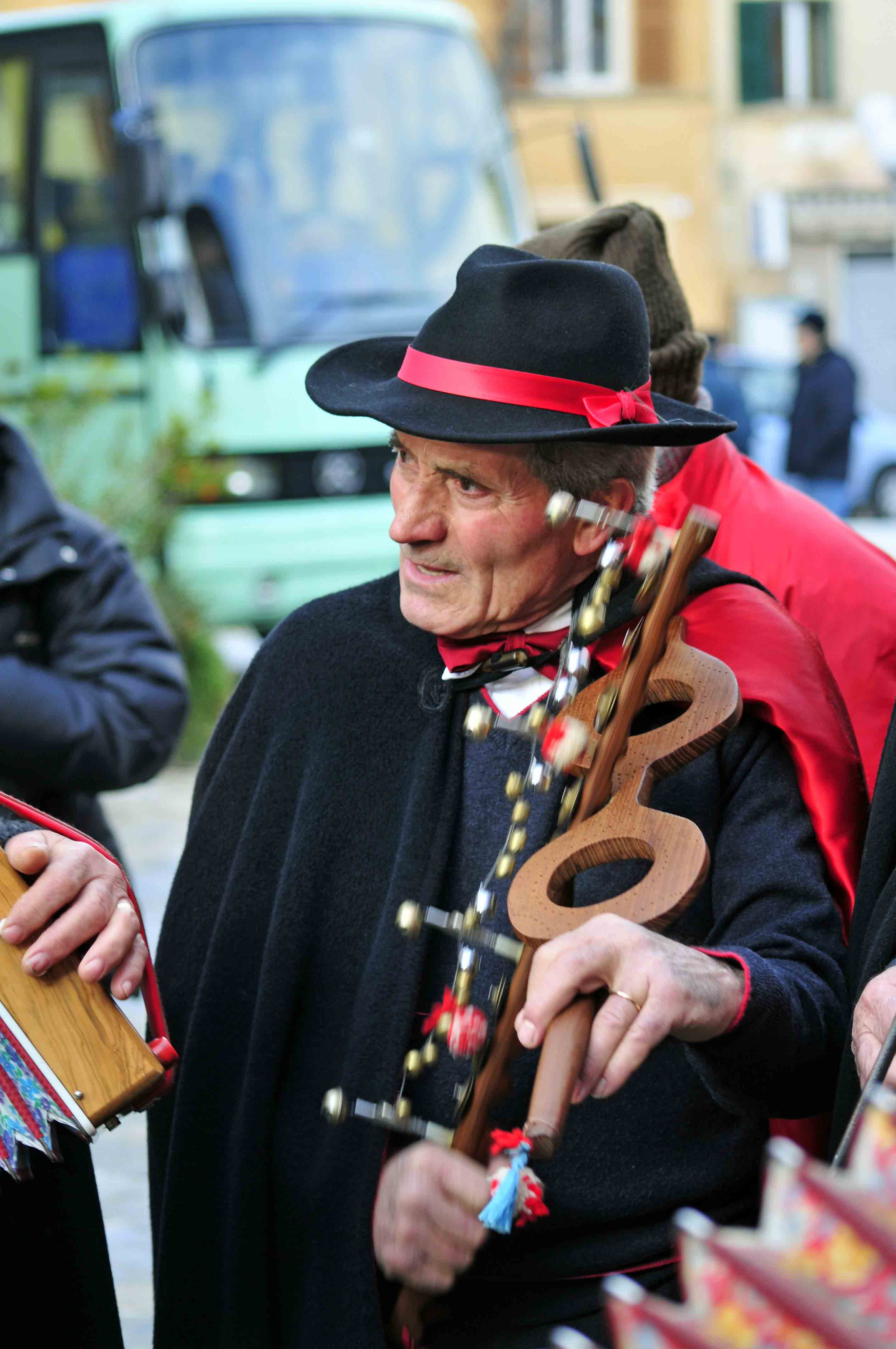
Musicanti con strumenti artigianali e inusuali accompagnano gli stornelli della Pasquella

La Pasquella - Rievocazione di antichi canti rituale di questua
Momento propiziatorio della tradizione contadina marchigiana, assimilabile alla Befanata della Toscana e alla Pasquarella del Lazio, contraddistinto dai canti rituali di questua che si ripetono nel giorno dell'Epifania per le vie del centro abitato. La tradizione vuole che il canto di Pasquella venga portato da squadre di cantori casa per casa come augurio di salute, di benessere e di abbondanza, in cambio di piccole offerte di denaro, cibo e vino.
Tale usanza, smarrita con la fine della mezzadria, è stata rivalutata a Montecarotto a partire dal 1985 e da allora riproposta annualmente grazie alla partecipazione di gruppi di cantori del territorio, a partire dal gruppo di canto popolare La Macina di Monsano.
Durante la festa, ai visitatori vengono offerte castagne arrosto e vin brulé.
Festa del patrono San Placido e Fiera
Antica festa religiosa in onore del patrono San Placido la cui ricorrenza cade il 5 ottobre. La festività risale al 1686, da quando cioè vennero traslate le reliquie del martire dalla catacomba romana di Calepodio e trasferite a Montecarotto. Dal 1982 la festa è anticipata da una fiera-mercato che si snoda lungo le vie principali del paese.

## Cultura

### Archivi e biblioteche
- Biblioteca Comunale[21][22], ubicata al piano terra della Scuola Media Statale Gallo Galli, in Piazza della Vittoria 3. Oltre alla dotazione cartacea, è possibile consultare diverso materiale analogico e digitale.
- Archivio Storico Comunale.
- Archivio Storico della Parrocchia Santissima Annunziata.

### Scuole
Sono presenti una scuola dell'infanzia, una scuola primaria e una scuola secondaria di primo grado, che fanno parte dell'Istituto Comprensivo di Arcevia di cui fanno parte oltre a Montecarotto anche i comuni di Arcevia e di Serra de' Conti.

### Musei

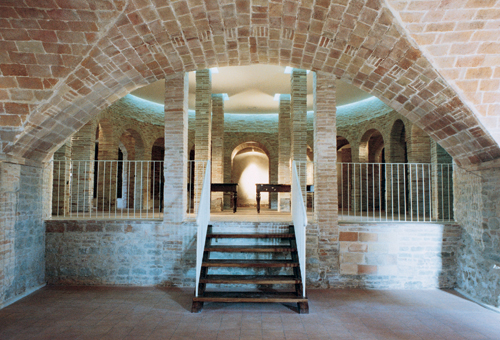
Interno del Museo d'Arte Moderna e della Mail Art

Il MAM (Museo d'Arte Moderna e della Mail Art), dopo anni di chiusura per carenza di spazi adeguati, nel 2006 è stato trasferito e riaperto nei locali che un tempo ospitavano le cantine del Teatro comunale. Un restauro ha riportato i locali all'antico aspetto: le volte a botte, le vecchie pietre della muratura e le arcate che sostengono il teatro soprastante.
La raccolta, inaugurata nel 1985 ed esposta precedentemente presso il palazzo Baldoni ed il foyer del teatro, è incentrata sull'arte destinata ad essere trasmessa per posta. Le prime forme di arte postale risalgono agli inizi del XX secolo, praticate dal movimento Futurista, dal Dada e da quello Surrealista. Nel secondo dopoguerra l'espressione artistica riprese a viaggiare grazie a Ray Johnson e alla sua scuola per corrispondenza sull'arte concettuale, fondata a New York nel 1962.

### Cucina

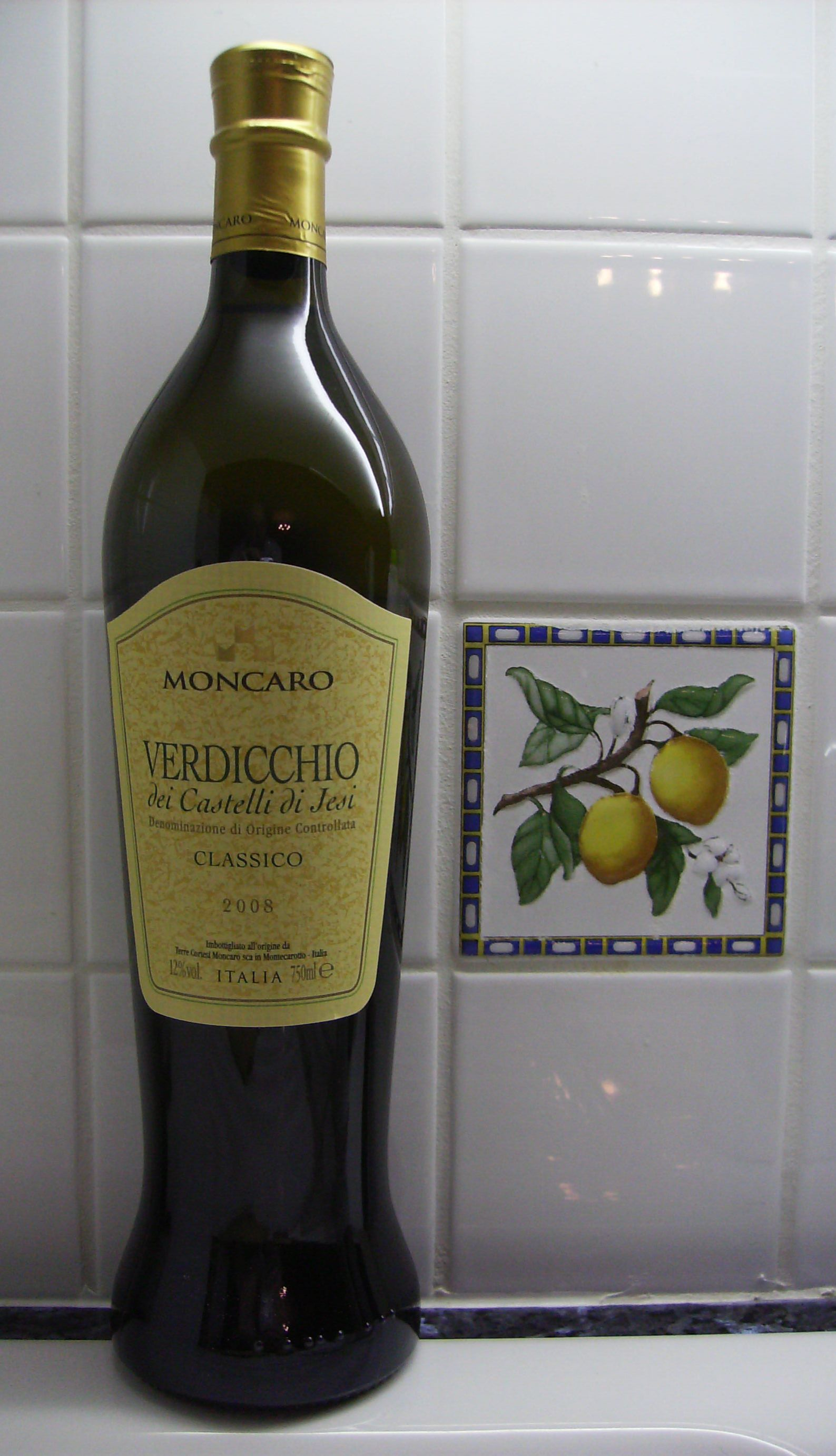
Verdicchio dei castelli di Jesi nella tipica anfora

Specialità gastronomiche locali sono: tagliatelle casalinghe tirate con il lasagnolo (da lasagne), coniglio in porchetta, l'oca arrosto su forno a legna, maialino in porchetta e il lonzino di fico, con impasto cotto di fichi maturi non sbucciati e mandorle. In qualche famiglia, nei giorni festivi è ancora possibile assaggiare il caratteristico tortone, dolce a base di farina di mais e farina di grano, uva passera, mele, olio di oliva e sapa, inoltre una particolare leccornia dolce, spumette a base di chiara d'uovo, mandorle e zucchero.
Nei forni artigiani del paese si possono trovare anche altre specialità gastronomiche, come il pan di serra con grano biologico a lievitazione naturale, la pizza al formaggio tipica del periodo pasquale, i maritozzi pennellati con chiara d'uovo e zucchero, le polacche ripiene di marmellata o di cioccolato, le paste all'ammoniaca e il caratteristico parpagnacco con la scorza di limone e il torrone al caffè. Si trova la pizza ai grasselli, detta in dialetto grascelli, parte del maiale affumicata e tagliata a cubetti.
Anche le macellerie sono rimaste fedeli alla tradizione marchigiana: producono salumi marchigiani come il ciauscolo che risente della tradizione culinaria norcina, le salsicce di fegato dette anche mazzafegato e soprattutto i ciarimboli, parte del budello di maiale private di grasso.
Il vino è sempre stato uno dei prodotti tipici di Montecarotto, a partire dal Verdicchio declinabile secondo le sue eccellenze: vino DOCG Castelli di Jesi Verdicchio riserva:
- Castelli di Jesi Verdicchio Riserva
- Castelli di Jesi Verdicchio Riserva Classico
- Verdicchio dei Castelli di Jesi.
- Verdicchio dei Castelli di Jesi classico.
- Verdicchio dei Castelli di Jesi classico superiore.
- Verdicchio dei Castelli di Jesi passito.
- Verdicchio dei Castelli di Jesi spumante.

Inoltre si producono:
- Esino bianco e Esino rosso: queste due DOC, sono riconosciute in tutta la provincia di Ancona e nei territori del Verdicchio di Matelica. L'esino bianco è composto da uve verdiccho almeno al 50% e il rosso da uve sangiovese e montepulciano almeno al 60%.
- Vino di visciole: presso qualche privato si può trovare ancora il vino visciolato (infuso, di visciole seccate al sole e macinate con il nocciolo o succo di visciole e zucchero, nel vino).

### Eventi
Verdicchio in Festa e Marche Jazz & Wine Festival
Festa locale dedicata alla degustazione del vino Verdicchio dei Castelli di Jesi. Nata nel 1972 con il nome di Sagra del pesce e del verdicchio con ricorrenza annuale e con durata variabile, per quasi vent'anni la festa ha avuto per tema la promozione del bianco locale, prodotto allora poco conosciuto oltre regione, in cooperazione con il mondo ittico provinciale. Mutata per un breve periodo in Palio del Verdicchio (incontro ludico tra i paesi produttori del Verdicchio), la festa divenne nel 1994 Mostra dei vini marchigiani, vetrina cioè dei prodotti enologici regionali e luogo di confronto tra le aziende marchigiane.

## Economia
Lo crescita economia del luogo dal secondo dopoguerra dipese soprattutto dallo sviluppo delle attività manifatturiere e artigianali, pur in mancanza di uno sbocco a valle che ne avrebbe probabilmente agevolato una crescita maggiore. Di notevole importanza resta la produzione del Verdicchio.
Montecarotto fa parte delle seguenti associazioni:
- Associazione Nazionale Città dell'Olio;
- Associazione Nazionale Città del Vino;

### Agricoltura
Oggi Montecarotto è conosciuto principalmente per la produzione di vino Verdicchio prodotto nelle aziende e le cooperative vinicole per la produzione di vino DOC.
La vocazione all'agricoltura di qualità di Montecarotto è testimoniata anche dalla coltivazione dell'olivo e dall'esistenza di frantoi che producono olio d'oliva specialmente della cultivar raggia, si producono inoltre formaggi, ricotte di pecora e marmellate.

### Artigianato
Anche l'attività manifatturiera ha avuto in questi ultimi anni uno sviluppo: sono state create aziende per la lavorazione della gomma, la produzione di macchine agricole e componenti meccanici. È presente inoltre un tessuto di aziende artigiane che spazia dal settore del mobile, alla carpenteria metallica e all'impiantistica.

### Turismo

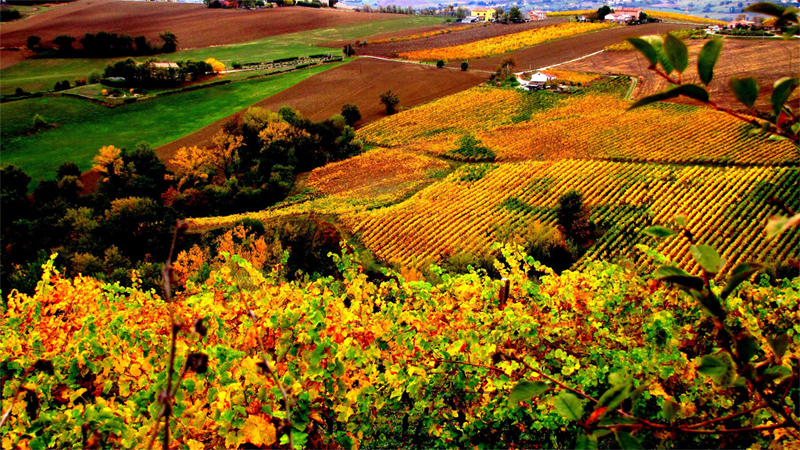
Vigneti in autunno al tramonto del sole

Non mancano nel territorio comunale e in quello circostante diverse strutture ricettive aperte tutto l'anno, in particolare agriturismi, country house e bed and breakfast.

## Infrastrutture e trasporti

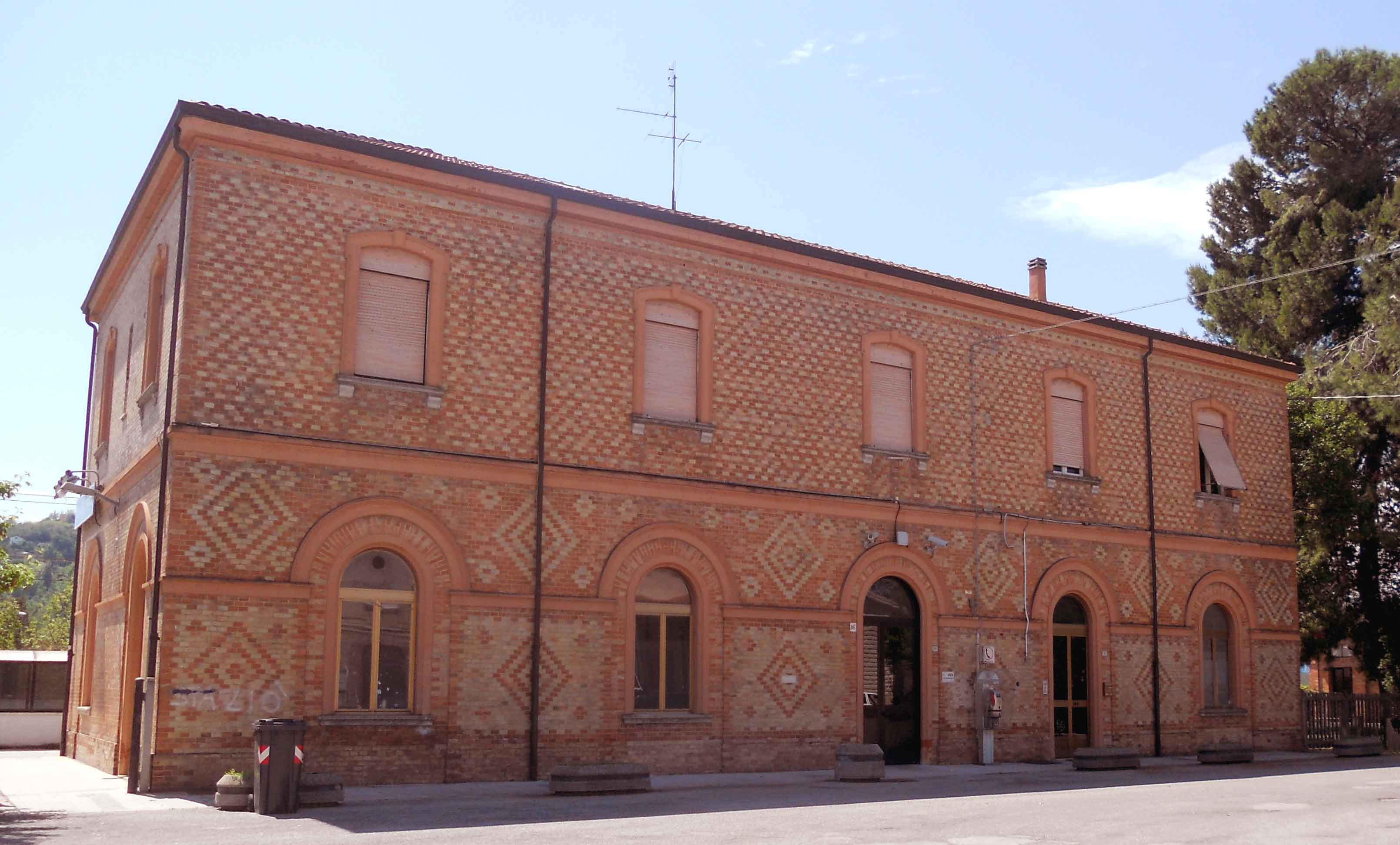
Ingresso alla stazione ferroviaria Montecarotto-Castelbellino

### Strade
- Strada Provinciale 11 dei Castelli
- Strada Provinciale 36 da Monte Roberto a Montecarotto

### Ferrovie
Il comune di Castelbellino è sede della stazione ferroviaria Montecarotto-Castelbellino posta sulla linea: Ancona-Roma (collegamenti nazionali e regionali)

## Amministrazione

### Italia(1861-1946)
| Periodo | Periodo | Primo cittadino                            | Partito    | Carica                  | Note |
| ------- | ------- | ------------------------------------------ | ---------- | ----------------------- | ---- |
| 1860    | 1861    | Giuseppe Capretti                          | Liberale   | Presidente              |      |
| 1861    | 1865    | Sante Bartoloni                            | Liberale   | Sindaco                 |      |
| 1865    | 1883    | Leone Baldoni                              | Liberale   | Sindaco                 |      |
| 1883    | 1885    | Domenico Capretti                          | Liberale   | Sindaco                 |      |
| 1885    | 1890    | Leone Baldoni                              | Liberale   | Sindaco                 |      |
| 1890    | 1897    | Achille Baldoni                            | Liberale   | Sindaco                 |      |
| 1897    | 1898    | Riccardo Baldoni                           | Liberale   | Sindaco                 |      |
| 1898    | 1898    | Angelo Golini                              |            | Commissario prefettizio |      |
| 1898    | 1903    | Tito Mei                                   | Liberale   | Sindaco                 |      |
| 1903    | 1904    | Floriano Fiorani                           | Liberale   | Sindaco                 |      |
| 1904    | 1906    | Guglielmo Tentelli                         | Liberale   | Sindaco                 |      |
| 1906    | 1909    | Arduino Baldoni                            | Liberale   | Sindaco                 |      |
| 1909    | 1909    | Umberto Ricci                              |            | Commissario prefettizio |      |
| 1909    | 1913    | Edoardo Bartoloni                          | Liberale   | Sindaco                 |      |
| 1913    | 1913    | Roberto Marcellini                         |            | Commissario prefettizio |      |
| 1913    | 1914    | Crescentino Gasparini                      | Liberale   | Sindaco                 |      |
| 1914    | 1920    | Riccardo Bevilacqua                        | Liberale   | Sindaco                 |      |
| 1920    | 1920    | N. Vissarri e Conte Arnaldo Woodly Lasak   |            | Commissario prefettizio |      |
| 1920    | 1922    | Vittorio Marri                             | Socialista | Sindaco                 |      |
| 1922    | 1922    | Gualtiero Dionisi Vici                     |            | Commissario prefettizio |      |
| 1922    | 1923    | Carlo Baldoni e poi Gualtiero Dionisi Vici |            | Commissario prefettizio |      |
| 1923    | 1925    | Tullio Bevilacqua                          | PNF        | Sindaco                 |      |
| 1925    | 1926    | Rodolfo Fioretti                           | PNF        | Commissario prefettizio |      |
| 1926    | 1926    | Ubaldo Urbani                              | PNF        | Podestà                 |      |
| 1926    | 1927    | Mse. Pietro Mereghi                        | PNF        | Commissario prefettizio |      |
| 1927    | 1928    | Col. Gustavo Moscarella                    | PNF        | Podestà                 |      |
| 1928    | 1928    | Angelo Giabboni                            | PNF        | Commissario prefettizio |      |
| 1928    | 1933    | Carlo Mariotti                             | PNF        | Podestà                 |      |
| 1933    | 1937    | Ottorino Bartoloni                         | PNF        | Podestà                 |      |
| 1937    | 1939    | Amalio Carissimi                           | PNF        | Commissario Prefettizio |      |
| 1939    | 1943    | Amalio Carissimi                           | PNF        | Podestà                 |      |
| 1943    | 1943    | Francesco Petti                            | PFR        | Commissario prefettizio |      |
| 1943    | 1944    | Attilio Cappellini                         | PFR        | Commissario prefettizio |      |
| 1944    | 1944    | Antonio Smerchinich                        | PFR        | Commissario prefettizio |      |
| 1944    | 1945    | Romolo Chiacchiarini                       | CLN        | Sindaco                 |      |
| 1945    | 1946    | Pietro Gasparini                           | CLN        | Sindaco                 |      |

### Repubblica Italiana (1946-oggi)
| Periodo | Periodo   | Primo cittadino      | Partito                       | Carica  | Note                                                  |
| ------- | --------- | -------------------- | ----------------------------- | ------- | ----------------------------------------------------- |
| 1946    | 1956      | Felice Mingo         | PCI-PSI                       | Sindaco |                                                       |
| 1956    | 1960      | Umberto Venanzi      | PCI-PSI                       | Sindaco |                                                       |
| 1960    | 1964      | Mario Febo           | DC-PRI-PSDI                   | Sindaco |                                                       |
| 1964    | 1970      | Alfio Perini         | PCI-PSI                       | Sindaco |                                                       |
| 1970    | 1975      | Artemio Procicchiani | PCI-PSI                       | Sindaco |                                                       |
| 1975    | 1980      | Mariano Petrolati    | PCI-PSI                       | Sindaco |                                                       |
| 1980    | 1982      | Mariano Petrolati    | PCI-PSI                       | Sindaco | Dimessosi a seguito di un contrasto nella maggioranza |
| 1982    | 1985      | Alfiero Cappellini   | PCI                           | Sindaco |                                                       |
| 1985    | 1990      | Alfiero Cappellini   | PCI                           | Sindaco |                                                       |
| 1990    | 1995      | Alfiero Cappellini   | PCI                           | Sindaco |                                                       |
| 1995    | 1999      | Paola Soverchia      | Progressisti per Montecarotto | Sindaco |                                                       |
| 1999    | 2004      | Mirella Mazzarini    | L’Ulivo                       | Sindaco |                                                       |
| 2004    | 2009      | Mirella Mazzarini    | L'Ulivo                       | Sindaco |                                                       |
| 2009    | 2014      | Mirco Brega          | Partito Democratico           | Sindaco |                                                       |
| 2014    | 2019      | Mirco Brega          | Democratici per Montecarotto  | Sindaco |                                                       |
| 2019    | 2024      | Giuseppe Paoloni     | Montecarotto in comune        | Sindaco |                                                       |
| 2024    | in carica | Giuseppe Paoloni     | Montecarotto in comune        | Sindaco |                                                       |

- Il 16 giugno 2003 il Consiglio Comunale ha approvato il nuovo Statuto[29], secondo esigenze che hanno indotto le autorità a separare la sfera politica da quella gestionale nella macchina amministrativa.[30].

### Altre informazioni amministrative

#### Unione comunale
Montecarotto, insieme ai comuni di Castelbellino, Castelplanio, Maiolati Spontini, Monte Roberto, Poggio San Marcello, San Paolo di Jesi, aderisce all'Unione dei Comuni della Media Vallesina.

## Sport

### Calcio
U.S.D. MonSerra Calcio - Prima Categoria Marche (Girone B) (che rappresenta anche Serra de' Conti)

### Pallavolo
A.S. Monserra Volley

### Pattinaggio
A.S.D. Monserra Pattinaggio

### Tennis
C.T.M. Circolo Tennis Montecarotto

### Impianti sportivi
I principali impianti sportivi consentono la pratica delle più comuni discipline, quali tennis, calcio, pallavolo, basket, calcetto, pattinaggio e bocce. Tutti gli impianti sono dotati di illuminazione notturna.
- Campo da tennis con fondo in terra battuta.[34] Il campo si trova in via Amendola ed è gestito dal Circolo Tennis Montecarotto (nato nel 2005), società dilettantistica dal 2020 affiliata alla FITP. Vi si organizzano corsi estivi per tutte le età e tornei amatoriali da giugno a ottobre.
- Piattaforma polivalente in via Amendola. Nata per la pratica del pattinaggio nei primi anni settanta, la superficie ha subito nel 2007 un profondo lavoro di ristrutturazione che ne ha aumentato la versatilità oltre la destinazione originaria.
- Percorso salute situato in via Amendola.
- Campo da gioco delle bocce con fondo in ghiaglietto in via Circonvallazione.
- Palestra comunale in via XX Settembre.
- Campo da calcio in via Risorgimento.[34]
- Campo da calcio in via Colle.[34].

### Eventi sportivi
L'11 maggio 2012 la 6ª tappa del Giro d'Italia ha corso lungo le strade di Montecarotto. Al traguardo la vittoria è andata al colombiano Miguel Angel Rubiano Chavez e la maglia rosa è passata per la prima volta ad Adriano Malori della squadra del filottranese Michele Scarponi, vincitore del giro 2011.

## "Via Montecarotto"
Negli anni Cinquanta, il comune di Roma inaugurò via Montecarotto nel quartiere di San Basilio, una borgata edificata dal fascismo nell'estrema periferia nord-est della capitale tra gli anni Trenta e Quaranta. La strada, che fa parte della borgata di San Cleto, ha visto la propria popolazione crescere grazie a un notevole flusso migratorio di marchigiani e umbri che vi si stabilirono. La via è tristemente famosa per la Rivolta di San Basilio, uno scontro scoppiato nel settembre del 1974 e immortalato dal giovane fotografo Tano D'Amico con un'immagine divenuta un simbolo delle giornate.
Anche nel vicino Comune di Jesi è presente una strada intitolata a Montecarotto.
Via Montecarottese è altresì il nome della strada che collega via Sant'Angelo, nel comune di Poggio San Marcello (sul versante est del paese) con la strada Clementina nord, nel comune di Castelbellino.